# Cordova (Maryland)
Cordova és una concentració de població designada pel cens dels Estats Units a l'estat de Maryland. Segons el cens del 2000 tenia 592 habitants.

## Demografia
Segons el cens del 2000, Cordova tenia 592 habitants, 214 habitatges, i 167 famílies. La densitat de població era de 47,1 habitants per km².
Dels 214 habitatges en un 39,7% hi vivien nens de menys de 18 anys, en un 61,7% hi vivien parelles casades, en un 11,7% dones solteres, i en un 21,5% no eren unitats familiars. En el 18,7% dels habitatges hi vivien persones soles el 9,3% de les quals corresponia a persones de 65 anys o més que vivien soles. El nombre mitjà de persones vivint en cada habitatge era de 2,77 i el nombre mitjà de persones que vivien en cada família era de 3,15.
Per edats la població es repartia de la següent manera: un 28,9% tenia menys de 18 anys, un 7,9% entre 18 i 24, un 28,7% entre 25 i 44, un 24,2% de 45 a 60 i un 10,3% 65 anys o més.
L'edat mediana era de 35 anys. Per cada 100 dones de 18 o més anys hi havia 85,5 homes.
La renda mediana per habitatge era de 35.625 $ i la renda mediana per família de 46.250 $. Els homes tenien una renda mediana de 34.792 $ mentre que les dones 27.500 $. La renda per capita de la població era de 15.534 $. Entorn del 17,9% de les famílies i el 10,5% de la població estaven per davall del llindar de pobresa.

## Poblacions més properes
El següent diagrama mostra les poblacions més properes.